# Mark Livolsi
Mark Allen Livolsi (* 10. April 1962 in Mount Lebanon, Pennsylvania; † 23. September 2018 in Pasadena, Kalifornien) war ein US-amerikanischer Filmeditor.

## Leben
Mark Livolsi wurde 1962 als Sohn des Illustrators und Karikaturisten Charles P. Livolsi und dessen Frau Donna L. Mastrangioli Livolsi in Mount Lebanon geboren. Er besuchte bis 1980 die Canon-McMillan High School und studierte später an der Penn State University. Dort lernte er seine spätere Frau Maria Monica Falsetta kennen, die er 1985 heiratete.
Mark Livolsi begann seine Tätigkeit zunächst in New York City als Editor für Werbespots. Seit Mitte der 1980er Jahre schnitt er als Assistent auch Spielfilme. 1994 ließ er sich mit seiner Familie in Los Angeles nieder. Ab dem Jahr 2001 war er als eigenständiger Editor aktiv. Für die Filme Die Hochzeits-Crasher, Der Teufel trägt Prada, Saving Mr. Banks und The Jungle Book wurde er je für einen Eddie Award der American Cinema Editors nominiert.
Livolsi verstarb im September 2018 unerwartet im Alter von 56 Jahren. Er hinterließ seine Frau und die beiden gemeinsamen Kinder.

## Filmografie (Auswahl)
- 2001: Vanilla Sky
- 2003: Pieces of April – Ein Tag mit April Burns (Pieces of April)
- 2004: The Girl Next Door
- 2005: Die Hochzeits-Crasher (Wedding Crashers)
- 2006: Der Teufel trägt Prada (The Devil Wears Prada)
- 2007: Die Gebrüder Weihnachtsmann (Fred Claus)
- 2008: Marley & Ich (Marley & Me)
- 2009: Blind Side – Die große Chance (Blind Side)
- 2011: Ein Jahr vogelfrei! (The Big Year)
- 2011: Wir kaufen einen Zoo (We Bought a Zoo)
- 2012: Stand Up Guys
- 2013: Saving Mr. Banks
- 2014: Der Richter – Recht oder Ehre (The Judge)
- 2016: The Jungle Book
- 2017: Wunder (Wonder)
- 2019: Der König der Löwen (The Lion King)